# Notosciobia paranola
Notosciobia paranola är en insektsart som beskrevs av Otte, D. 1987. Notosciobia paranola ingår i släktet Notosciobia och familjen syrsor. Inga underarter finns listade i Catalogue of Life.